# Achmad Jufriyanto
Achmad Jufriyanto (Tangerang, Indonesia; 7 de febrero de 1987) es un futbolista de Indonesia que juega en la posición de defensa y que actualmente milita en el Persib Bandung de la Liga 1 de Indonesia.

## Carrera

### Club
| Periodo   | Club                      | Apariciones | Goles |
| --------- | ------------------------- | ----------- | ----- |
| 2005–2008 | Persita Tangerang         | 52          | 2     |
| 2008–2009 | Arema Malang              | 18          | 0     |
| 2009–2010 | Pelita Jaya               | 26          | 0     |
| 2010–2013 | Sriwijaya FC              | 67          | 6     |
| 2013–2015 | Persib Bandung            | 29          | 2     |
| 2016      | Sriwijaya FC              | 25          | 1     |
| 2017–2018 | Persib Bandung            | 31          | 2     |
| 2018–2019 | Kuala Lumpur FA           | 17          | 0     |
| 2019–     | Persib Bandung            | 7”          | 3     |
| 2020–2021 | → Bhayangkara FC (cedido) | 3           | 0     |

### Selección nacional
Jugó para Indonesia en 17 ocasiones de 2013 a 2019 y anotó un gol, el cual fue en una victoria por 4-0 ante Kirguistán en Indonesia en un partido amistoso el 1 de noviembre de 2013. Estuvo en la Copa Asiática 2007 pero no jugó y en los Juegos Asiáticos de 2014.

## Logros
- Indonesia Super League: 2011–12,[4] 2014
- Indonesian Community Shield: 2010[5]
- Indonesian Inter Island Cup: 2010,[6] 2012
- Indonesia President's Cup: 2015[7]